# Estudi d'impacte ambiental
Un Estudi d'Impacte Ambiental (EIA) és el document resultant de l'anàlisi, prèvia a la seva execució, de les possibles conseqüències d'un projecte sobre la salut del medi ambient i de la integritat dels ecosistemes. És un estudi tècnic, objectiu, de caràcter pluridisciplinari, que permet la presa de decisions sobre la viabilitat ambiental del projecte en qüestió. Constitueix el document bàsic pel procés d'avaluació d'impacte ambiental. L'avaluació d'impacte ambiental s'introdueix per primera vegada el 1969 als EUA com requisit de la National Environmental Policy Act. Des d'aleshores, un creixent nombre de països han adoptat l'AIA, aprovant lleis i creant organismes per a garantir la seva implantació. La Unió Europea la va introduir a la seva legislació el 1985, i ha modificat la seva normativa en diverses ocasions posteriors (Directiva 85/337/CEE; Directiva 97/11/CEE per la que es modifica la Directiva 85/337/CEE, essencialment).

## Contingut i metodologia
1. Descripció del projecte[3]
2. Descripció del medi
3. Anàlisi d'alternatives
4. Detecció o identificació dels impactes
5. Caracterització dels impactes, descripció
6. Avaluació i valoració dels impactes
7. Mesures correctores (descripció, relació i pressupost)
8. Pla de vigilància ambiental
9. Document de síntesi

## Descripció del projecte
Consisteix en una breu descripció del projecte, que ha d'incloure tots els elements i accions que puguin ser generadors dels impactes en la fase de construcció, la fase d'explotació i la fase de desmantellament o cessament de l'activitat. Per determinar-ne el major nombre possible, cal procedir de forma sistemàtica a desglossar el projecte en accions elementals per la seva capacitat de generar impactes. S'obté un llistat, la seva localització geogràfica i temporal i, en la mesura del possible, la seva caracterització quantitativa (moviments de terres, volums abocats, restriccions en les comunicacions, generació de sorolls, emissió de contaminants, ocupació del sól, generació de residus, etc.). En cas que el projecte plantegi diferents alternatives, aquest procés se seguirà en totes elles.

## Descripció del medi
S'entén com a tal l'inventari ambiental de l'entorn potencialment afectat pel projecte, el context social i l'economia (sostenibilitat). El poder conèixer l'estat pre-operacional i una predicció del seu futur ofereix una base sobre la qual ponderar els impactes produïts per les accions del projecte. Ha d'incloure treballs de camp acurats i realitzats específicament per al projecte, d'abast territorial delimitat, i han d'identificar i descriure els elements que es veuran especialment afectats. S'ha de fer de manera que permeti la representació cartogràfica del major nombre de factors ambientals possibles i l'actualització i/o reciclatge de dades.

## Anàlisi d'alternatives
Segons quin tipus de projecte, les alternatives seran: d'ubicació en el territori, de corredors biològics o traçats, o bé de processos (operatius, industrials…). L'estudi ha de desenvolupar totes les alternatives possibles i caracteritzar l'impacte de cadascuna d'elles, tot assenyalant i justificant, a través dels mètodes que es descriuran d'avaluació dels impactes, l'alternativa escollida.

## Detecció o identificació dels impactes
La identificació dels impactes implica: conèixer el projecte i les seves alternatives, conèixer el medi en què es desenvoluparà i establir la relació entre ells. Del creuament de les dues informacions s'obtenen els impactes o efectes del projecte. Hi ha diverses metodologies, com creuar les accions i els factors del medi, o construir gràfics de relació causa-efecte.
Per analitzar el projecte, cal diferenciar els elements del projecte o parts en què pot desmembrar-se per detectar millor les accions o causes desencadenants de l'impacte: elements o parts homogènies del projecte (trams d'una carretera, zones d'extracció, zones d'abocament, runams d'una explotació minera, etc.); accions del projecte (desbrossament, moviment de terres, circulació de vehicles, obres de fàbrica, etc.).
Per a la identificació de les accions hi ha diversos instruments o metodologies: Llistes de comprovació sistemàtica i revisió, diagrames de xarxes d'interacció, qüestionaris específics per a diversos tipus de projectes, consulta a panells d'experts, escenaris comparats, etc.

## Caracterització dels impactes
Els efectes detectats s'han de descriure i caracteritzar amb els conceptes que estableix el RD 1131/1988, que distingeix: efecte mínim o notable, positiu o negatiu, directe o indirecte, simple, acumulatiu o sinèrgic, a curt, mitjà o llarg termini, temporal o permanent, reversible o irreversible, recuperable o irrecuperable, periòdic o irregular, continu o discontinu.
Per caracteritzar-los segons aquest llistat, cal explicar-ne i descriure'n els efectes perquè sigui entenedor i comprensible la manera com s'originen i les conseqüències que poden causar.

## Avaluació i valoració dels impactes
Coneguts els impactes i caracteritzats els seus efectes, s'han de valorar qualitativament o quantitativament segons les necessitats i possibilitats. En qualsevol cas, s'ha de definir la magnitud de l'impacte, ja sigui positiva o negativa, i classificar-se d'acord amb el RD 1131/1988 com: compatible, moderat, sever o crític.
A banda d'avaluar els impactes concrets de les accions, s'ha de valorar amb aquests mateixos conceptes l'impacte global del projecte: la magnitud de l'impacte del projecte serà positiva si la valoració global és compatible, moderat o sever; en aquest cas el projecte és realitzable. La magnitud de l'impacte del projecte serà negativa i, per tant, el projecte no serà realitzable si la valoració global d'aquest és crítica.

### Mètodes
Alguns dels mètodes per avaluar (quantificar i qualificar) els impactes són els següents. Cal dir que molts d'ells són metodologies desenvolupades per projectes concrets i, per tant, la seva generalització és complicada, encara que resulten vàlides per a projectes similars:

#### Mètodes qualitatius
- Sistemes cartogràfics. Es basen en la superposició dels elements del projecte als factors cartografiats de l'inventari ambiental i socioeconòmic, i es valora el grau d'impacte de cada acció segons el factor afectat. Les limitacions imposades per les dificultats de superposició de nombrosa cartografia han estat superades pel desenvolupament de tècniques informàtiques (sistemes d'informació geogràfica) d'indubtable valor com a eina d'anàlisi de mapes temàtics i d'identificació i valoració d'impactes.
- Matrius de relació causa-efecte (ex. Leopold). Consisteix en un quadre de doble entrada (matriu) en el qual es disposen com a files els factors ambientals que poden ser afectats i com a columnes les accions que tindran lloc i que seran la causa possible dels impactes. Ofereix un resum quantificat de l'avaluació amb un alt grau de subjectivitat, amb indicacions de les relacions causa-efecte, però sense entrar en interaccions de segon o més ordres.

#### Mètodes quantitatius parcials
Són els models de predicció o simulació.

#### Mètodes quantitatius globals
- Mètode Batelle-Columbus, amb origen en l'avaluació d'aprofitaments de recursos hídrics. És un mètode complex molt útil en la comparació d'alternatives, ja que permet l'agregació d'impactes. Com a inconvenients, té la dificultat de disposar d'indicadors ponderables objectivament.

## Mesures correctores
Les mesures correctores són les modificacions o incorporacions que es fan a un projecte per a evitar, reduir, modificar o compensar l'efecte del projecte en el medi ambient i adequar el projecte a les oportunitats que ofereix el medi per assegurar-ne l'èxit.
Les mesures que es proposin han de ser tècnicament factibles, econòmicament viables i adequar-se a la tipologia dels impactes i a les diferents fases del projecte. Les mesures correctores han d'estar pressupostades i s'han d'incorporar al mateix projecte com a noves unitats d'obra amb la seva partida pressupostària corresponent o en el plec de condicions.

## Pla de vigilància ambiental
És un document que planifica les tasques de recollida de dades i l'organització de la informació necessària per a l'estudi de l'evolució dels impactes ambientals en totes les fases del projecte. Es materialitza amb un treball intensiu i eficaç a peu d'obra per part de l'equip de vigilància. El promotor ha de portar-lo a terme bé directament o bé a través d'empreses especialitzades, tot informant periòdicament dels resultats obtinguts a l'administració competent.
Els punts objecte de vigilància seran: comprovar la natura i magnitud dels impactes previstos, assegurar la introducció correcta i el grau d'eficàcia de les mesures preventives, correctores i compensatòries incloses en el projecte i en la DIA, mesurar els impactes residuals la correcció dels quals no sigui possible, tot comparant-los amb els previstos a realitzar en l'estudi d'impacte ambiental, mesurar altres impactes no previstos i de posterior aparició a l'execució del projecte i definir les seves mesures correctores que cal aplicar.

## Document de síntesi
Un objectiu fonamental de l'estudi d'impacte ambiental és informar a la societat del cost ambiental de projecte. Donat el caràcter ampli i complex de l'estudi, resulta imprescindible elaborar un document de síntesi capaç de transmetre de manera clara, concisa i fiable els seus resultats als no especialistes. Això és indispensable per a l'èxit de la informació pública. Aquest document de síntesi ha de ser concebut, per tant, com un document de participació i de debat públic.